# Pescăria Nădlac
Pescăria Nădlac este o arie protejată (arie de protecție specială avifaunistică — SPA) din România întinsă pe o suprafață de 134,9 ha, integral pe uscat.

## Localizare
Situl se întinde pe teritoriul administrativ al orașului Nădlac din județul Arad. Centrul sitului Pescăria Nădlac este situat la coordonatele 46°10′17″N 20°43′30″E / 46.17135°N 20.72505°E.

## Înființare
Situl Pescăria Nădlac a fost declarat arie de protecție specială avifaunistică (ROSPA0164) în septembrie 2016 pentru a proteja 11 specii de animale.

## Biodiversitate
Situată în ecoregiunea panonică, aria protejată nu include niciun habitat protejat.
La baza desemnării sitului se află mai multe specii protejate de păsări (11): stârc cenușiu (Ardea cinerea), stârc roșu (Ardea purpurea), rață roșie (Aythya nyroca), chirighiță cu obraz alb (Chlidonias hybridus), erete de stuf (Circus aeruginosus), egretă albă (Egretta alba), egretă mică (Egretta garzetta), piciorong (Himantopus himantopus), stârc pitic (Ixobrychus minutus), bătăuș (Philomachus pugnax), cresteț cenușiu (Porzana parva).